# Euryparyphes atlasicus
Euryparyphes atlasicus är en insektsart som beskrevs av Scott LaGreca 1993. Euryparyphes atlasicus ingår i släktet Euryparyphes och familjen Pamphagidae. Inga underarter finns listade i Catalogue of Life.